# Подлипки (Одинцовский район)
Подли́пки — деревня в Одинцовском районе Московской области, относится к городскому поселению Кубинка.
Деревня расположена на Можайском шоссе в 1 км к востоку от города Кубинка.

Вид на деревню Подлипки и платформу Портновская

## История
По данным 1852 года «село Троицкое, Подлипки тож» значилось владением княгини Екатерины Никитичны Урусовой и в нём проживало крестьян 100 душ мужского пола и 91 женского.
Статистика 1890 года зафиксировала здесь 161 жителя.
Согласно переписи 1926 года, в деревне имелось 89 хозяйств и 456 человек. Отмечена школа первой ступени.
Через шесть десятилетий, по материалам 1989 года, в Подлипках было 94 хозяйства и 132 жителя.
По состоянию на 2006 год постоянное население 151 человек.